# Réception et enregistrement de la télévision
Les principaux dispositifs de réception et enregistrement de la télévision peuvent être classés en deux types : analogiques et numériques.
Le téléviseur à tube cathodique équipé de démodulateur (tuner) UHF/VHF est progressivement remplacé par des écrans plats de type LCD, plasma ou Écran LCD à diodes électroluminescentes. Les magnétoscopes à vidéocassette sont également supplantés par les « DVDscopes » ou enregistreurs DVD, Blu-Ray (TVHD) ainsi que les appareils intégrant des disques durs (ordinateurs multimédias et unités vidéo « Video Center »). Enfin, l'apparition de la télévision mobile personnelle (TMP) et de la haute définition élargissent encore le champ et la gamme des dispositifs de réception et d'enregistrement.
L'Histoire des techniques de télévision fait l'objet d'un article séparé.

## Télédiffusion et normes

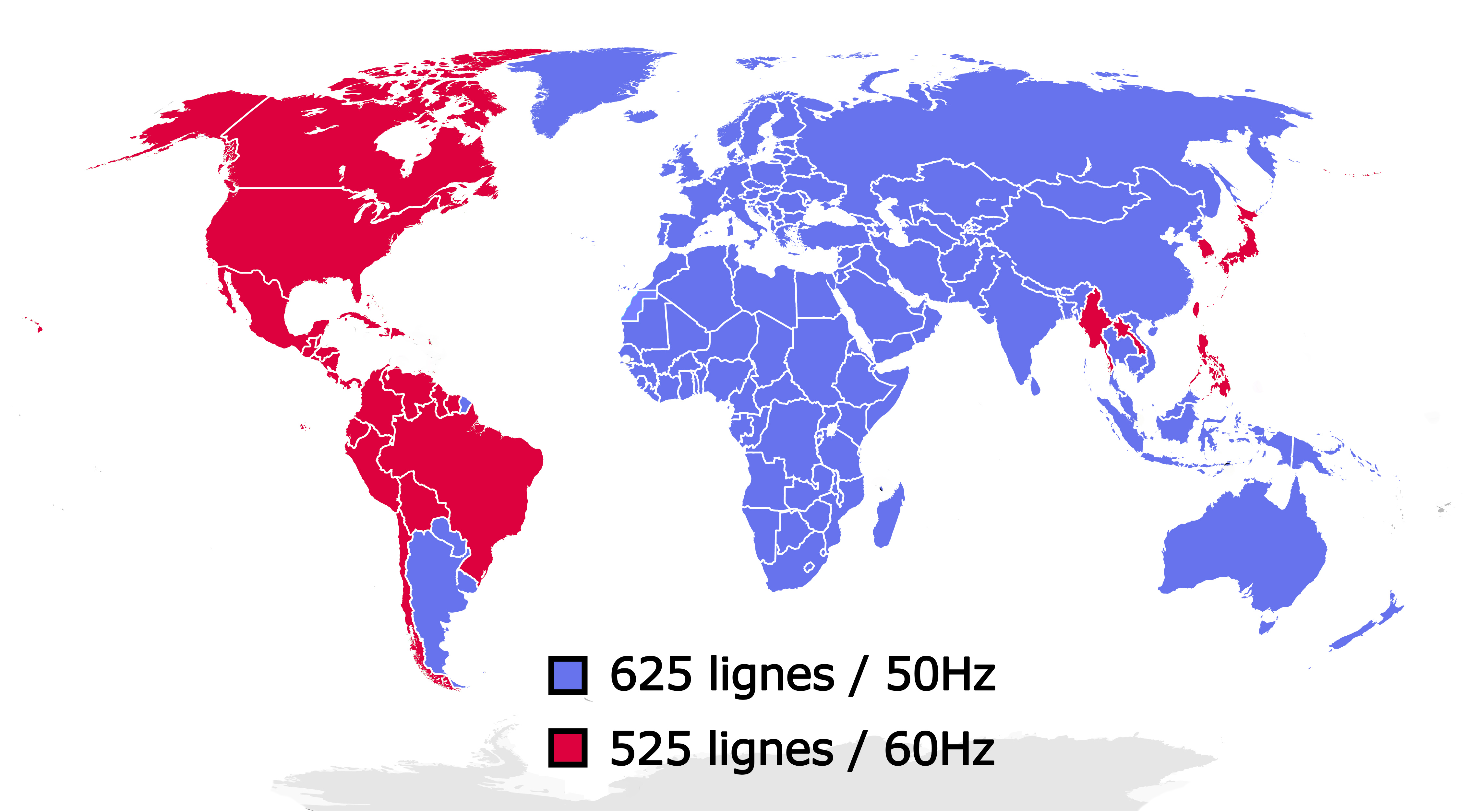
Carte mondiale de répartition par pays, du format de télévision et vidéo analogique, caractérisé par la définition et la fréquence du courant électrique local. Répartition en vigueur à partir de 1985. À ne pas confondre avec la norme de télédiffusion ou avec le standard couleur NTSC, PAL ou SÉCAM. Voir Fréquences des canaux de télévision

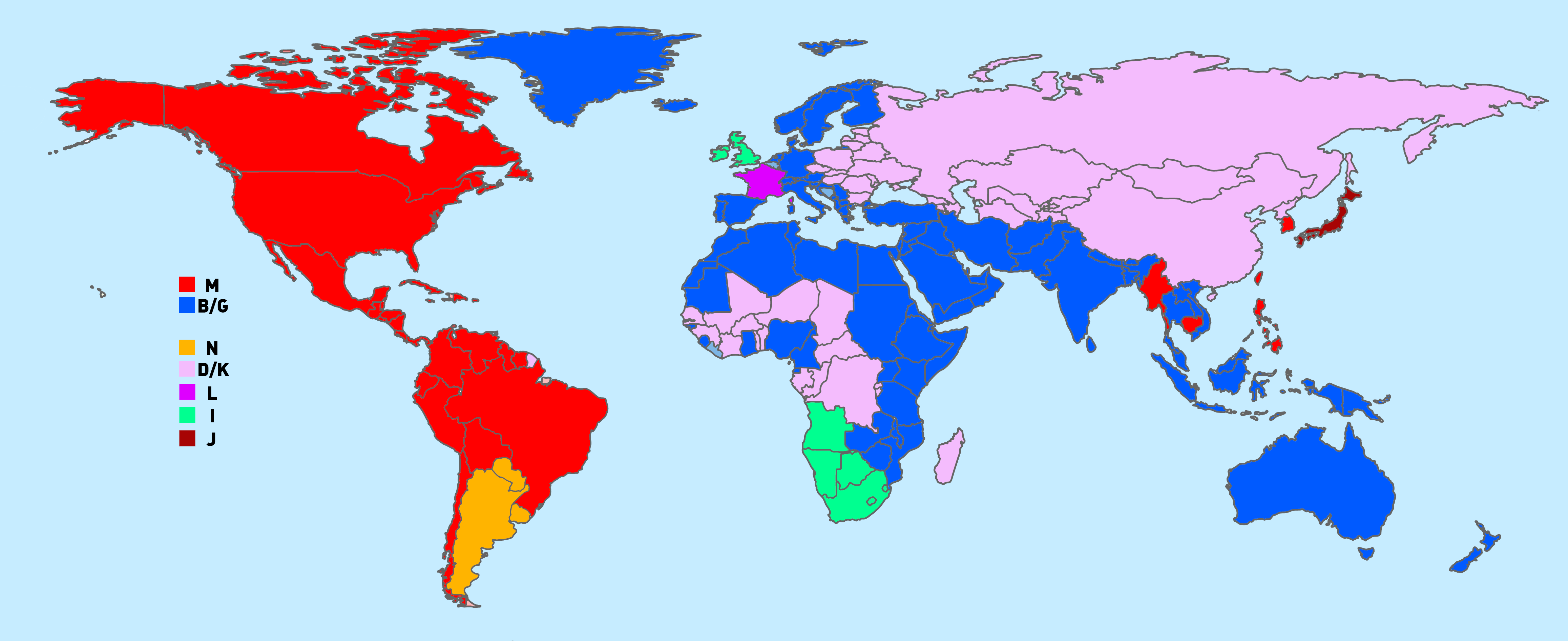
Carte mondiale de répartition par pays, des normes de télédiffusion analogique terrestre, symbolisées par une lettre. À ne pas confondre avec le standard couleur NTSC, PAL ou SÉCAM.

La télédiffusion terrestre exploite deux modes de transmission :
- l'analogique avec les normes de modulation désignées par des lettres (L, L', B, G, I, K....) associée à un standard vidéo couleurs (SECAM, PAL ou NTSC) et une modulation audio analogique (AM, FM) ou numérique (Nicam...)
- le numérique (DVB-T appelé TNT en France) lequel exploite une modulation QPSK, QAM, OFDM... Associée au codage/multiplexage des signaux PAL, NTSC ou TVHD et de l'audio numérique (MPEG-2 Layer 3, AC3, etc.).

Les satellites transmettent également les deux modes :
- analogique en modulation vidéo à large bande associée au standard vidéo couleurs (PAL), NTSC ou SECAM (de plus en plus rare)
- numérique en modulation QPSK et conformément aux normes DVB-S ou DVB-S2

La télévision par câble qui exploite :
- l'analogique conformément au mode de diffusion "terrestre" modulation B, G, L, K, I... et la vidéo (SECAM, PAL ou NTSC)
- la modulation numérique QAM (DVB-C).

L'ADSL et la fibre optique exploitent des normes de transmission de type "flux" (IPTV), associé à un signal numérique codé/multiplexé conforme à une multitude de normes dont les principales sont le MPEG-2 et le MPEG-4.
Le mode de transmission analogique est en train d'être abandonné notamment dans les pays industrialisés au profit du numérique.
DVB désigne la norme Digital Video Broadcasting (diffusion vidéo numérique). Ce signal est adapté et décliné conformément chaque mode de transmission :
- T pour le terrestre, (notre TNT)
- S ou S2 pour le satellite et
- C pour le câble.
- H pour les terminaux mobiles DVB-H pour la Télévision Mobile Personnelle (TMP).

Ces normes ne sont pas compatibles entre elles.
La télévision par fibre optique a été installée depuis les années 1980 (en France) et fait l'objet d'une forte croissance mais ne concerne que les grandes agglomérations.

## Modulation et encodage du signal
- L'analogique terrestre exploite les normes CCIR et la modulation est de type L (France), B/G (Europe), I (Italie), K ou K'/K1 (Afrique), etc. Les signaux vidéocomposites exploités sont le PAL (Europe), le SECAM (France, Russie, Afrique) ou le NTSC (USA, Asie).

- L'analogique satellite exploite la modulation en bande de type "Ku" ou "C" et des signaux vidéocomposites PAL, NTSC voire Secam (rare).

- Le DVB (T, S ou C) exploite des molutations QPSK, QAM ou OFDM avec multiplexage de signaux codés en flux MPEG-2 ou MPEG-4.

Les standards couleurs PAL et NTSC seront abandonnés en télédiffusion analogique mais resteront présents dans les équipements télévisuels et vidéo domestiques durant de longues années encore (sorties analogiques pour compatibilité avec le parc de téléviseurs et d'enregistreurs existants). Les équipements uniquement Sécam ne sont plus fabriqués par les industriels (les composants sont au minimum PAL/Secam).
Pour les chaînes payantes, les signaux numériques DVB sont chiffrés (cryptés) et exploitent un "Contrôle d'accès". Pour en bénéficier, les récepteurs doivent intégrer un dispositif gérant ce contrôle d'accès (avec carte à puce, identification via Internet ou signaux radiofréquence).
Après l'échec du format analogique HD Mac dans les années 1990, seuls les formats de télédiffusion numérique MPEG-2 et MPEG-4 peuvent exploiter les signaux TV haute définition (TVHD).

## Réception du signal télévision
|                                          | 1 - Téléviseur analogique                                                                                            | 2 - Téléviseur numérique SD (Standard Definition)       | 3 - Téléviseur numérique HD (Haute Définition) |
| ---------------------------------------- | --- | ------------------------------------------------------- | --- |
| A - Terrestre analogique                 | Par la prise antenne                                                                                                 | Idem A1                                                 | Idem A1 mais pas de HD disponible |
| B - Terrestre analogique crypté (Canal+) | Par la prise péritel avec décodeur externe Canal+ (Syster)                                                           | Idem B1                                                 | Idem B1 mais pas de HD disponible |
| C - Terrestre numérique MPEG-2           | Par la prise péritel avec un Terminal DVB-T externe. Avec lecteur de carte pour chaînes payantes                     | Par la prise antenne avec les TV compatibles ou idem C1 | Idem C2 mais pas de HD disponible sauf conversion vers SD |
| D - Terrestre numérique MPEG-4           | Par la prise péritel avec un Terminal DVB-T compatible MPEG-4. Avec lecteur de carte pour chaînes payantes           | Idem D1                                                 | Via prise et câble HDMI MPEG-4 |
| E - Satellite analogique                 | Par la prise péritel avec un récepteur satellite analogique externe                                                  | Idem E1                                                 | Idem E1 mais pas de signal HD. |
| F - Satellite analogique crypté          | Par la prise péritel avec un récepteur satellite analogique externe avec lecteur de carte d'abonnement               | Idem F1                                                 | Idem F1 mais pas de signal HD |
| G - Satellite numérique MPEG-2           | Par la prise péritel avec un Terminal DVB-S ou DVB-S2. Avec lecteur de carte pour chaînes payantes                   | Idem G1                                                 | Idem G1 mais pas de signal HD |
| H - Satellite numérique MPEG-4           | Par la prise péritel avec un Terminal DVB-S ou DVB-S2 compatible MPEG-4. Avec lecteur de carte pour chaînes payantes | Idem H1                                                 | Par la prise HDMI avec un décodeur DVB-S compatible MPEG-4. Avec lecteur de carte pour chaînes payantes                                                                                                |
| I - Câble analogique                     | Par la prise antenne pour les chaines en clair                                                                       | Idem I1                                                 | Idem I1 mais pas de signal HD |
| J - Câble numérique MPEG-2               | Par la prise péritel avec un terminal DVB-C à carte d'abonnement obligatoire (fournie)                               | Idem J1                                                 | Idem J1 mais pas de signal HD. |
| K - Câble numérique MPEG-4               | Par la prise péritel avec un terminal DVB-C à carte d'abonnement obligatoire (fournie)                               | Idem K1                                                 | Par la prise HDMI avec un décodeur DVB-C à carte d'abonnement obligatoire (fournie) |
| L - Télévision par ADSL                  | Par la prise péritel avec un terminal IPTV fourni par l'opérateur                                                    | Idem L1                                                 | Par la prise HDMI pour les opérateurs qui proposent la HD. Par la prise HDMI ou péritel pour la diffusion non HD. Attention le signal TVHD nécessite le haut débit (plus de 7 Mb/s par flux de chaîne) |
| M - Télévision par fibre optique         | Par la prise péritel avec un terminal fibre optique fourni par l'opérateur                                           | Idem M1                                                 | Par la prise HDMI pour les opérateurs qui proposent la HD. Par la prise HDMI ou péritel pour la réception de programmes SD                                                                             |

## Enregistrement du signal télévision
Le point faible de l'enregistrement concerne la fonction "guide des programmes" (EPG). Le guide des programmes permet de connaître le détail des émissions des chaînes reçues, heure par heure, sur un ou plusieurs jours. Il permet de simplifier la programmation des enregistrements. Cette fonction peut orienter le choix de l'équipement.
|                                          | 1 - Magnétoscope VHS (1)                                                                                             | 2 - Décodeur DVB-T MPEG-2 avec disque dur (2)               | 3 - Décodeur DVB-T MPEG-4 avec disque dur (3) | 4 - Décodeur DVB-S analogique avec disque dur                                                                        | 5 - Décodeur DVB-S MPEG-2 avec disque dur                                                            | 6 - Décodeur DVB-S MPEG-4 avec disque dur (4)                                  | 7 - Décodeur DVB-C MPEG-2 avec disque dur | 8 - Décodeur DVB-C MPEG-4 avec disque dur (5) | 9 - Décodeur TV par ADSL avec disque dur                   | 10 - Décodeur TV par Fibre Optique avec disque dur       | 11 - Ordinateur avec logiciel PVR (6)                                                             |
| ---------------------------------------- | --- | ----------------------------------------------------------- | --------------------------------------------- | --- | --- | ------------------------------------------------------------------------------ | ----------------------------------------- | --------------------------------------------- | ---------------------------------------------------------- | -------------------------------------------------------- | ------------------------------------------------------------------------------------------------- |
| A - Terrestre analogique                 | Par la prise antenne                                                                                                 | Impossible                                                  | Impossible                                    | Impossible | Impossible                                                                                           | Impossible                                                                     | Impossible                                | Impossible                                    | Impossible                                                 | Impossible                                               | Avec carte de numérisation PCI ou USB + logiciel adapté                                           |
| B - Terrestre analogique crypté (canal+) | Par la prise péritel avec le décodeur Canal+ (Syster)                                                                | Impossible                                                  | Impossible                                    | Impossible | Impossible                                                                                           | Impossible                                                                     | Impossible                                | Impossible                                    | Impossible                                                 | Impossible                                               | Avec carte de numérisation PCI ou USB + logiciel adapté                                           |
| C - Terrestre DVB-T MPEG-2               | Par la prise péritel avec un décodeur DVB-T. Avec lecteur de carte pour chaines avec abonnement                      | Par la prise antenne. Attention aux chaines avec abonnement | Voir (3)                                      | Impossible | Impossible                                                                                           | Impossible                                                                     | Impossible                                | Impossible                                    | Parfois possible mais tend à disparaître                   | Impossible                                               | Avec carte de réception PCI ou USB + logiciel adapté                                              |
| D - Terrestre DVB-T MPEG-4               | Par la prise péritel avec un décodeur DVB-T compatible MPEG-4. Avec lecteur de carte pour chaines avec abonnement    | Impossible                                                  | voir (3)                                      | Impossible | Impossible                                                                                           | Impossible                                                                     | Impossible                                | Impossible                                    | Impossible                                                 | Impossible                                               | Avec n'importe quelle carte de réception DVB-T (HD ou non), et un logiciel adapté                 |
| E - Satellite analogique                 | Par la prise péritel avec un décodeur satellite analogique                                                           | Impossible                                                  | Impossible                                    | Brancher directement la parabole sur le décodeur                                                                     | Certain décodeur sont bi-normes (analogique et MPEG-2)                                               | Certain décodeur sont tri-normes (analogique, MPEG-2 et MPEG-4)                | Impossible                                | Impossible                                    | Impossible                                                 | Impossible                                               | Avec carte de numérisation PCI ou USB + logiciel adapté                                           |
| F - Satellite analogique crypté          | Par la prise péritel avec un décodeur satellite analogique possédant un lecteur de carte d'abonnement                | Impossible                                                  | Impossible                                    | Brancher directement la parabole sur le décodeur qui doit avoir un lecteur de carte pour les chaines avec abonnement | Idem F4 + lecteur de carte pour les chaines avec abonnement                                          | Idem F5 + lecteur de carte pour les chaines avec abonnement                    | Impossible                                | Impossible                                    | Impossible                                                 | Impossible                                               | Avec carte de numérisation PCI ou USB + lecteur de carte + logiciel adapté                        |
| G - Satellite DVB-S ou DVB-S2 MPEG-2     | Par la prise péritel avec un décodeur DVB-S ou DVB-S2. Avec lecteur de carte pour chaines avec abonnement            | Impossible                                                  | Impossible                                    | Impossible | Brancher directement la parabole sur le décodeur. Avec lecteur de carte pour chaines avec abonnement | Idem G5                                                                        | Impossible                                | Impossible                                    | Impossible                                                 | Impossible                                               | Avec carte de réception PCI ou USB + lecteur de carte pour chaine à abonnement + logiciel adapté  |
| H - Satellite DVB-S ou DVB-S2 MPEG-4     | Par la prise péritel avec un récepteur DVB-S ou DVB-S2 compatible MPEG-4. Avec lecteur de carte pour chaînes à péage | Impossible                                                  | Impossible                                    | Impossible | Impossible                                                                                           | Relier la parabole au démodulateur. Avec lecteur de carte pour chaînes à péage | Impossible                                | Impossible                                    | Impossible                                                 | Impossible                                               | N'existe pas pour le moment.                                                                      |
| I - Câble analogique                     | Par la prise antenne                                                                                                 | Impossible                                                  | Impossible                                    | Impossible | Impossible                                                                                           | Impossible                                                                     | Impossible                                | Impossible                                    | Impossible                                                 | Impossible                                               | Avec carte démodutateur (tuner) PCI ou USB + logiciels adaptés                                    |
| J - Câble numérique MPEG-2               | Par la prise péritel avec un termnal DVB-C à carte, fourni par l'opérateur câble dans la majorité des cas            | Impossible                                                  | Impossible                                    | Impossible | Impossible                                                                                           | Impossible                                                                     | Relier le terminal au câble TV            | Relier le terminal au câble TV                | Impossible                                                 | Impossible                                               | Avec carte de démodulation PCI ou USB + lecteur de carte pour chaînes à péage + logiciels adaptés |
| K - Câble numérique HD MPEG-4            | Par la prise péritel avec un termnal DVB-C à carte, fourni par l'opérateur câble dans la majorité des cas            | Impossible                                                  | Impossible                                    | Impossible | Impossible                                                                                           | Impossible                                                                     | Impossible                                | Impossible                                    | Impossible                                                 | Impossible                                               | Existe aux États-Unis et au Japon                                                                 |
| L - ADSL                                 | Par la prise péritel avec un terminal fourni par l'opérateur ADSL dans tous les cas                                  | Impossible                                                  | Impossible                                    | Impossible | Impossible                                                                                           | Impossible                                                                     | Impossible                                | Impossible                                    | Branchement suivant l'équipement fourni par le fournisseur | Impossible                                               | Possible en Ethernet selon les fournisseurs + logiciels adaptés                                   |
| M - Fibre optique                        | Par la prise péritel avec un terminal fourni par l'opérateur fibre optique dans tous les cas                         | Sans intérêt                                                | Sans intérêt                                  | Sans intérêt | Sans intérêt                                                                                         | Sans intérêt                                                                   | Sans intérêt                              | Sans intérêt                                  | Sans intérêt                                               | Connexion suivant l'équipement fourni par le fournisseur | Nécessite une carte d'extension et des logiciels adaptés. Pas encore disponible.                  |

(1) Pour les enregistrements effectués par la prise péritel, il est nécessaire de sélectionner la chaîne correspondante sur le récepteur (Auxiliaire). Il existe des récepteurs comportant deux démodulateurs (tuners) permettant de visionner une autre chaîne pendant l'enregistrement ou d'enregistrer deux chaînes différentes sur deux enregistreurs distincts.
(2) Avec un seul démodulateur (tuner), impossible de regarder une autre chaîne durant un enregistrement.
(3) Plusieurs modèles sont disponibles sur le marché en 2008.
(4) et (5) : Prévoir une liaison HDMI avec le téléviseur pour bénéficier des images HD.
(6) PVR = enregistreur vidéo personnel. Le confort d'utilisation (logiciels "interface d'utilisateur") détermine le choix de l'équipement.